# Pseudocaryopteris
Pseudocaryopteris là một chi thực vật có hoa trong họ Hoa môi (Lamiaceae).

## Loài
Chi Pseudocaryopteris gồm các loài: